# روبرت بالارد
روبرت بالارد دوان (بالإنجليزية: Robert Ballard) الأمريكي (من مواليد 30 يونيو 1942) في كانساس، الولايات المتحدة. هو ضابط سابق في البحرية الأمريكية وأستاذ علم المحيطات في جامعة رود ايلاند، ويشتهر بعمله في مجال علم الآثار تحت الماء، المعروف بعلم الآثار البحرية أو علم آثار حطام السفن. ومن أكثر اكتشافات بالارد شهرة من حطام السفن، هي سفينة آر إم إس تيتانيك في عام 1985، وبارجة بسمارك الألمانية في عام 1989، وحاملة الطائرات يو اس اس يوركتاون في عام 1998. وفي عام 2002، اكتشف حطام القارب (PT-109) الذي كان يقود طاقمه جون كينيدي خلال الحرب العالمية الثانية. وقد زار بلارد سكان جزر سليمان والمعروفون باسم: (Biuku GASA وEroni Kumana)، وهولاء السكان هم من أنقذ جون كينيدي وطاقمه بعد غرق قاربهم. ويقوم بالارد باستكشاف المحيطات على من السفينة أي في نوتيلوس (EV Nautilus) .

## نشأته
نشأ بالارد على شاطئ المحيط الهادئ، سان دييغو، كاليفورنيا، لأم من أصل ألماني وأب من أصل بريطاني. عزى اهتمامه المبكر بالاستكشاف تحت سطح الماء لقراءته رواية عشرون ألف فرسخ تحت الماء الصادرة عام 1870 بقلم جول فيرن، وإلى العيش بقرب المحيط في سان دييغو، وانبهاره بالتنقيبات الرائدة لغواصة الأعماق ترييست.
بدأ بالارد العمل لصالح مجموعة أندرياس ريخنيتسر لأنظمة المحيطات في شركة نورث أمريكان أفياشن في عام 1962 وقتما ساعده والده، تشيت، الذي كان رئيس المهندسين في برنامج صاروخ مينتمان التابع لشركة نورث أمريكان أفياشن، في الحصول على عمل بدوام جزئي. في شركة نورث أمريكان، عمل على اقتراح شركة نورث أمريكان الفاشل لبناء غاطسة ألفين لمعهد وودز هول لعلوم المحيطات.
في عام 1965، تخرج بالارد من جامعة كاليفورنيا في سانتا باربرا، وحصل على شهادتي تخرج في الكيمياء وفي الجيولوجيا. وقتما كان طالبًا في سانتا بابرا، كاليفورنيا، انضم إلى أخوية سيغما ألفا إبسيلون، وأتم أيضًا برنامج تدريب الضباط الاحتياطيين التابع للجيش الأمريكي، ما منحه مأمورية ضابط عسكري في مخابرات الجيش. حصل على أول شهادة تخرج (ماجستير العلوم، 1966) في الجيوفيزياء من معهد الجيوفيزياء في جامعة هاواي حيث درب خنازير بحر وحيتان. بعد ذلك، عاد إلى مجموعة أندرياس ريخنيتسر لأنظمة المحيطات في شركة نورث أمريكان أفياشن.
كان بالارد يعمل على الحصول على شهادة الدكتوراه في الجيولوجيا البحرية من جامعة كاليفورنيا الجنوبية في عام 1967 وقتما استُدعي إلى الخدمة الفعلية. بناءً على طلبه، جرى نقله من الجيش إلى البحرية الأمريكية بصفة عالم محيطات. عينته البحرية ضابط ارتباط بين مكتب الأبحاث البحرية ومعهد وودز هول لعلوم المحيطات في وودز هول، ماساتشوستس.
بعد أن ترك الخدمة الفعلية ودخل البحرية الاحتياطية في العام 1970، تابع بالارد عمله في وودز هول على إقناع منظمات وأشخاص، معظمهم علماء، بتمويل استخدام غاطسة ألفين للأبحاث تحت سطح الماء. تلقى بعد أربعة سنوات شهادة دكتوراه في الجيولوجيا البحرية والجيوفيزياء من جامعة رود آيلاند.

## عمله في الجيش
انضم بالارد إلى الجيش الأمريكي في عام 1965 عبر برنامج تدريب الضباط الاحتياطيين التابع للجيش. عُين ضابط استخبارات وتسلّم في البدء مأمورية برتبة ملازم ثان في الجيش الاحتياطي. عندما استُدعي للخدمة الفعلية في عام 1967، طلب أن يفي بالتزامه في البحرية الأمريكية. قوبل طلبه بالموافقة، ونُقل إلى البحرية الاحتياطية ضمن قائمة الخدمة الفعلية الاحتياطية. بعد إتمامه واجبه في الخدمة الفعلية في عام 1970، أُعيد إلى حالة الاحتياط، حيث بقي لمعظم حياته العسكرية، ولم يُستدع إلا للتمرينات الإجبارية والمهام الخاصة فقط. تقاعد من البحرية برتبة آمر في عام 1995 بعد بلوغه حد الخدمة القانوني.

## الجيولوجيا البحرية
كانت أول غطسة قام بها بالارد في غاطسة بين فرانكلين (بّي إكس – 15) في عام 1969 قبالة سواحل فلوريدا خلال بعثة استكشافية لمعهد وودز هول لعلوم المحيطات. في صيف عام 1970، بدأ مشروع رسم خرائط ميدانية لخليج مين من أجل أطروحة الدكتوراه خاصته. كانت تستخدم مدفعًا هوائيًا يرسل موجات صوتية تحت الماء لتحديد البنية الأساسية لقاع المحيط والغاطسة ألفين، التي استُخدمت للعثور على عينة من صخور الأساس وجلبها.

## وصلات خارجية
- روبرت بالارد على موقع IMDb (الإنجليزية)
- روبرت بالارد على موقع الموسوعة البريطانية (الإنجليزية)
- روبرت بالارد على موقع قاعدة بيانات الفيلم (الإنجليزية)